# Theo Bungarten
Theo Bungarten (* 1946 in Adenau) ist ein deutscher Germanist.

## Leben
Bungarten besuchte die Gymnasien in Lahnstein, Münstermaifeld und Adenau. Von 1966 bis 1976 studierte der Germanistik, Philosophie, Erziehungs- und Kommunikationswissenschaften an der Universität Bonn. Dort promovierte er 1973 in Germanistischer Linguistik (bei Hugo Moser) und war wissenschaftlicher Mitarbeiter im DFG-Forschungsprojekt Wortindices zu spätmittelalterlichen Texten am Institut für Kommunikationsforschung und Phonetik sowie von 1974 bis 1975 im Forschungsprojekt Linguistische Datenverarbeitung II des Bundesministeriums für Forschung und Technologie am Institut für Deutsche Sprache, Forschungsstellen Bonn. Von 1976 bis 1983 war er wissenschaftlicher Assistent für Linguistik des Deutschen am Germanischen Seminar der Universität Hamburg. Dort lehrte er seit 1983 als Professor für Germanistische Linguistik. 
Seine Forschungsschwerpunkte sind Fachsprachentheorie und -methodologie, Wissenschaftssprachen, Wirtschaftssprachen, Wirtschafts- und Unternehmenskommunikation, Unternehmenskultur, Corporate Identity (Unternehmensidentität), Globalisierung und Kommunikation, Sprachenpolitik, interkulturelle Kommunikation und Tourismus, linguistische Methodologie, „Hamburger Kommunikationsmonitor“, Unternehmensbezeichnungen, Produkt- und Markennamen, Kommunikationstraining und Analyse von (anonymen) Text- und Audiodokumenten (Forensische Linguistik). Er zeichnete zudem als Herausgeber für die Bücherreihe „Hamburger Arbeiten zur Fachsprachenforschung“ verantwortlich.

## Schriften (Auswahl)
- Sprache und Sprachanalyse des Deutschen. 4 Beiträge zur Methode und Theorie. Bern 1973, ISBN 3-261-00811-3.
- Präsentische Partizipialkonstruktionen in der deutschen Gegenwartssprache. Düsseldorf 1976, ISBN 3-590-15638-4.
- Wissenschaftssprache und Gesellschaft. Aspekte der wissenschaftlichen Kommunikation und des Wissenstransfers in der heutigen Zeit. Hamburg 1985, ISBN 3-925468-00-5.
- als Herausgeber mit Jan Engberg: Recht und Sprache. Eine internationale Bibliographie in juristischer und linguistischer Fachsystematik. Tostedt 2003, ISBN 3-927226-44-0.